# Boreč
Boreč (en allemand : Boretsch) est une commune du district de Mladá Boleslav, dans la région de Bohême-Centrale, en République tchèque. Sa population s'élevait à 257 habitants en 2018.

## Géographie
Boreč se trouve à 13 km à l'ouest de Mladá Boleslav et à 43 km au nord-est de Prague.
La commune est limitée au nord par Vrátno et Kluky, à l'est par Skalsko et Doubravička, au sud par Velké Všelisy et à l'ouest par Kadlín et Stránka.

## Histoire
La première mention écrite de la localité remonte à 1384.